# Großschwabhausen
Großschwabhausen è un comune di 1 055 abitanti della Turingia, in Germania.
Appartiene al circondario del Weimarer Land ed è amministrato dalla Verwaltungsgemeinschaft Mellingen.
Presso la cittadina è situato un distaccamento dell'osservatorio astronomico di Jena.

## Amministrazione

### Gemellaggi
Il comune di Großschwabhausen è gemellato con:
- Schwabhausen, dal 1990

### Annotazioni
1. ↑  Letteralmente: «Schwabhausen grande», in contrapposizione alla vicina Kleinschwabhausen – «Schwabhausen piccola».

### Fonti
1. 1 2  Ente statistico della Turingia - Dati sulla popolazione
2. ↑  (DE) Partnergemeinde, su grossschwabhausen.de.